# Scharfrichterhaus
Als Scharfrichterhaus wird ein Haus bezeichnet, in dem im deutschsprachigen Raum im Mittelalter bis in das 19. Jahrhundert der Scharfrichter oder Fron einer Stadt lebte. Im Scharfrichterhaus, das sich in einigen Gegenden wegen des sehr geringen Ansehens des Berufes des Scharfrichters zumeist am Rande der damaligen Stadtgrenze befand, befand sich oft auch das Gefängnis der Stadt. 

## Scharfrichterhäuser
Die sogenannten Scharfrichterhäuser in Memmingen (An der Kaserne 28) sowie in Passau (Milchgasse 2, heute ein Kulturzentrum), siehe Scharfrichterhaus (Passau) sind Nachbauten anstelle früherer Scharfrichterhäuser. Einige Scharfrichterhäuser sind aber erhalten geblieben, so in
- Bernau bei Berlin, siehe Henkerhaus (Bernau bei Berlin) (heute ein Heimatmuseum)
- Creußen Scharfrichterhaus beim nördlichen Stadttor, heute befindet sich dort das Krügemuseum der Stadt.
- Delitzsch, seit 1619 als Wohnsitz des Scharfrichters nachgewiesen[1]
- Dinkelsbühl, Muckenbrünnlein 11, seit 1580 ist für die Stadt ein eigener Scharfrichter nachgewiesen.[2]
- Görlitz  beim Finstertor, seit 1666 bestehend, siehe Scharfrichterhaus (Görlitz) (heute Jugendbauhütte)
- Gochsheim (Kraichtal), das dortige Scharfrichterhaus an der Stadtmauer wurde 1615 erbaut[3]
- Müllheim (Baden)[4]
- Mölln (Kreis Herzogtum Lauenburg), erbaut 1795 (heute Bestattungsunternehmen)[5]
- Nürnberg, Henkerhaus, Trödelmarkt 58, mit rechtsgeschichtlicher Ausstellung[6]
- Ochsenhausen (Burghalde 14)[7]
- Passau, Scharfrichterhaus (Passau), Milchgasse 2[8]
- Salzburg auf der Richtstätte in Gneis (Neukommgasse 26), Wohnsitz des Scharfrichters  1600–1817, siehe Scharfrichterhaus (Salzburg)
- Stralsund, siehe Scharfrichterhaus (Stralsund), Filterstraße 2a und 2b, heute Wohnhaus
- Scharfrichterhaus (Weimar), Wagnergasse 36, heute Ärztehaus